# Národní hřbitov Terezín

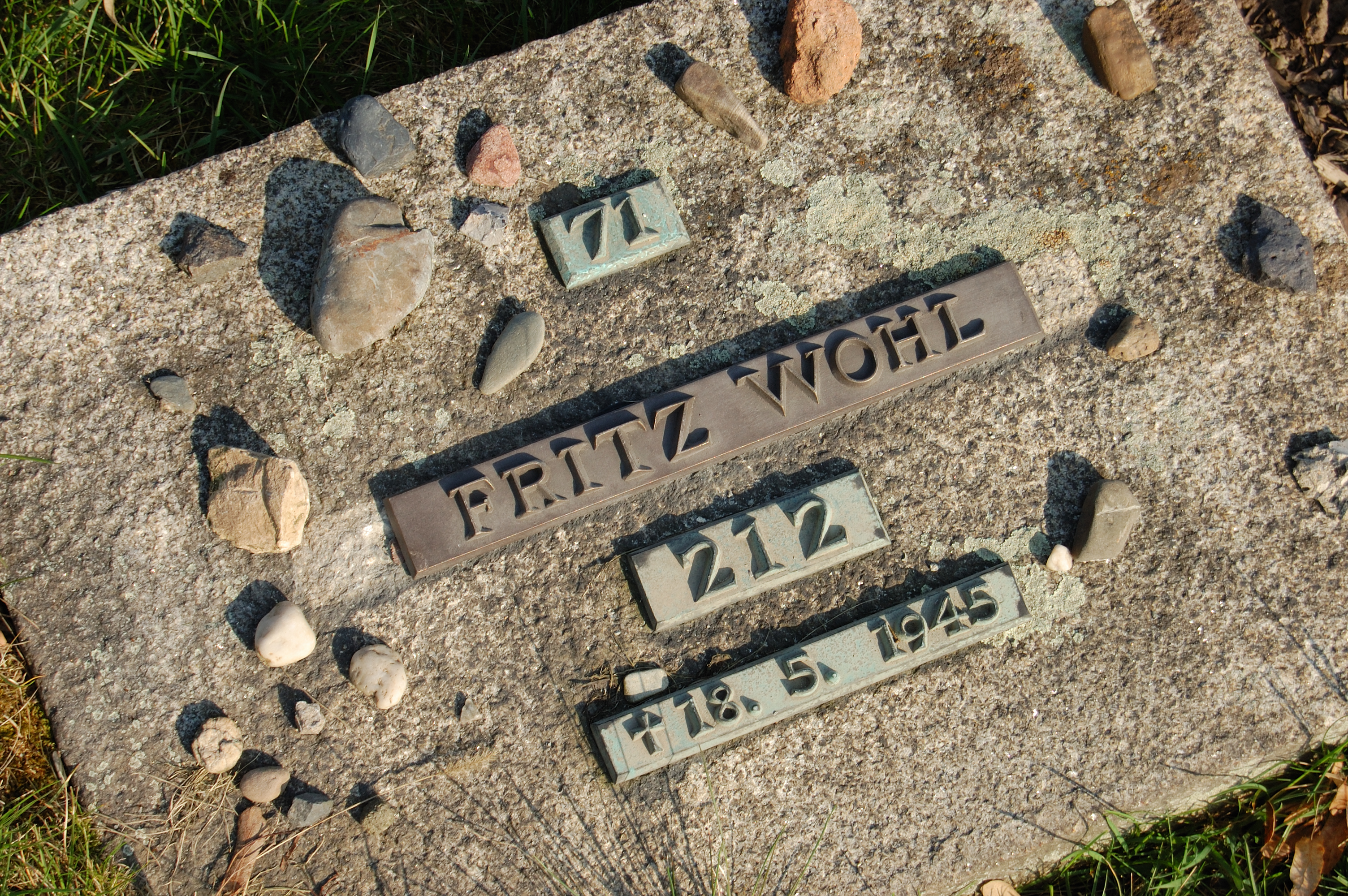
Hrob Fritze Wohla na Národním hřbitově Terezín

Národní hřbitov Terezín se nachází v Terezíně před Malou pevností. Byl založen po druhé světové válce na popud pozůstalých obětí z Malé pevnosti a budován v letech 1945–1958. Hřbitov má trojúhelníkový tvar a nachází se mezi jižní stranou západní přístupové cesty k hlavní bráně Malé pevnosti a severní stranou bývalé silnice E 55 (nyní silnice II/608) z Prahy do Teplic, na východě je ohrazen pevnostním příkopem Malé pevnosti. Je tvořen 2 386 kostrovými a urnovými hroby, kde jsou pohřbeny oběti nacistického režimu z Malé pevnosti a dále oběti z terezínského ghetta a Koncentračního tábora Litoměřice. Ostatní oběti jsou pohřbeny v hromadných hrobech, kterých se na Národním hřbitově nachází 5 a jsou označeny kamennými stélami. Celkem je zde pohřbeno asi 10 tisíc lidí  (2 386 v individuálních hrobech a zbytek v hromadných hrobech). Hroby jsou označeny čísly a případně i jmény pohřbených, pokud je známo datum narození či úmrtí, je to také doplněno. U každého hrobu pak rostou červené růže. Nad hřbitovem jsou vztyčeny dva náboženské symboly: křesťanský kříž a Davidova hvězda. Na náhrobcích se setkáváme s kameny, kteří zde zanechávají židovští návštěvníci. Každoročně v měsíci květnu se zde koná smuteční pietní slavnost k uctění památky všech lidí, kteří během 2. světové války zahynuli v Terezíně s názvem Terezínská tryzna.
 Národní hřbitov Terezín je součástí národní kulturní památky „Malá pevnost se hřbitovem“.

## Poznámka
Hroby dalších desítek tisíců lidí, kteří zde během 2. světové války zahynuli neexistují vůbec, neboť nacisté zdejší oběti spalovali v místním krematoriu, které se nachází na jih od města Terezína směrem na Bohušovice nad Ohří. Mnohé ostatky pak skončily v řece Ohři. Místo dnes připomíná tryzna na břehu řeky. Ostatní oběti nacistické tyranie jsou pohřbeny na židovském hřbitově za městem.